# Léon Chaudoir
Léon Chaudoir (fl. XX secolo) è stato un calciatore belga, di ruolo attaccante.